# Campionato mondiale di calcio 1986
Il Campionato mondiale di calcio FIFA 1986 o Coppa del Mondo FIFA 1986 (in spagnolo: Copa Mundial de la FIFA 1986, in inglese: 1986 FIFA World Cup), noto anche come Messico 1986, è stato la tredicesima edizione della massima competizione per le rappresentative di calcio (squadre comunemente chiamate "nazionali") maschili maggiori delle federazioni sportive affiliate alla FIFA.
Si svolse in Messico dal 31 maggio al 29 giugno 1986. Il torneo fu vinto dall'Argentina, che si laureò campione del mondo per la seconda volta.
Il Messico divenne il primo Paese a ospitare due edizioni della manifestazione quando nel 1983 prese il posto della Colombia, nazione che aveva acquisito il diritto di ospitare il torneo, ma che dovette rinunciare quell'anno a causa di problemi interni al governo.
Furono 24 le nazionali partecipanti come nel torneo del 1982, mentre il pallone ufficiale fu l'Adidas Azteca Mexico, il primo fatto con materiali in parte sintetici. Fu inoltre il Mondiale che rese celebre il fenomeno della ola, il movimento sugli spalti causato dal pubblico.

## Assegnazione
La sede della fase finale venne in principio assegnata alla Colombia in base ad una votazione tenutasi a Francoforte il 9 giugno 1974, tuttavia il Paese non poté adempiere ai requisiti della FIFA:
- 12 stadi con una capacità minima di 40.000 persone per la prima fase.
- 4 stadi con una capacità minima di 60.000 persone per la seconda fase.
- 2 stadi con una capacità minima di 80.000 persone per la partita inaugurale e per la finale.
- L'installazione di una torre di telecomunicazioni a Bogotà.
- Il congelamento delle tariffe alberghiere per i membri della FIFA a partire dal 1º gennaio 1986, tra le altre cose.

Il cambio di Paese organizzatore divenne ufficiale nel novembre 1982, mentre l'assegnazione al Messico, già sede del torneo sedici anni prima, venne decisa a Stoccolma il 20 maggio 1983.
Lo svolgimento del torneo si trovò a rischio, causa il terremoto che colpì il Paese nel settembre 1985 provocando più di 10 000 morti e causando investimenti per 2 miliardi di dollari per la ricostruzione.

## Formula
Rispetto all'ultima edizione rimase invariato solo il numero delle squadre, 24, per il resto il formato venne modificato: la seconda fase a gironi, ritenuta poco competitiva, venne sostituita con gli ottavi di finale. In pratica le nazionali vennero divise negli abituali sei gironi da quattro squadre, ma solo otto sarebbero state eliminate, le ultime e le due peggiori terze, mentre le altre sedici avrebbero proseguito il cammino con la fase ad eliminazione diretta.

## Stadi
Come detto, il Messico aveva già ospitato i Mondiali nel 1970. All'epoca vennero utilizzati solo cinque stadi, che furono scelti nuovamente come sedi di gara: lo Stadio Azteca di Città del Messico (allora come in questa occasione sede della partita inaugurale e della finale), lo Stadio Jalisco di Guadalajara, l'Estadio Cuauhtémoc di Puebla, l'Estadio Nou Camp di León e lo Stadio Nemesio Díez di Toluca.
Gli stadi scelti per ospitare il campionato mondiale di calcio 1986 furono 12 in 11 città (nella capitale ce n'erano due):
| Città del Messico        | Città del Messico | Guadalajara | Puebla              |
| ------------------------ | --- | --- | ------------------- |
| Stadio Azteca            | Estadio Olímpico Universitario | Stadio Jalisco | Estadio Cuauhtémoc  |
| Capienza: 114 600        | Capienza: 72 000 | Capienza: 66 000 | Capienza: 46 000    |
|                          | | |                     |
| San Nicolás de los Garza | Città del Messico Guadalajara · Puebla · San Nicolás de los Garza · Querétaro · Monterrey León · Nezahualcóyotl · Irapuato · Zapopan Toluca Campionato mondiale di calcio 1986 (Messico) | Città del Messico Guadalajara · Puebla · San Nicolás de los Garza · Querétaro · Monterrey León · Nezahualcóyotl · Irapuato · Zapopan Toluca Campionato mondiale di calcio 1986 (Messico) | Querétaro           |
| Estadio Universitario    | Città del Messico Guadalajara · Puebla · San Nicolás de los Garza · Querétaro · Monterrey León · Nezahualcóyotl · Irapuato · Zapopan Toluca Campionato mondiale di calcio 1986 (Messico) | Città del Messico Guadalajara · Puebla · San Nicolás de los Garza · Querétaro · Monterrey León · Nezahualcóyotl · Irapuato · Zapopan Toluca Campionato mondiale di calcio 1986 (Messico) | Estadio Corregidora |
| Capienza: 44 000         | Città del Messico Guadalajara · Puebla · San Nicolás de los Garza · Querétaro · Monterrey León · Nezahualcóyotl · Irapuato · Zapopan Toluca Campionato mondiale di calcio 1986 (Messico) | Città del Messico Guadalajara · Puebla · San Nicolás de los Garza · Querétaro · Monterrey León · Nezahualcóyotl · Irapuato · Zapopan Toluca Campionato mondiale di calcio 1986 (Messico) | Capienza: 40 785    |
|                          | Città del Messico Guadalajara · Puebla · San Nicolás de los Garza · Querétaro · Monterrey León · Nezahualcóyotl · Irapuato · Zapopan Toluca Campionato mondiale di calcio 1986 (Messico) | Città del Messico Guadalajara · Puebla · San Nicolás de los Garza · Querétaro · Monterrey León · Nezahualcóyotl · Irapuato · Zapopan Toluca Campionato mondiale di calcio 1986 (Messico) |                     |
| Monterrey                | Città del Messico Guadalajara · Puebla · San Nicolás de los Garza · Querétaro · Monterrey León · Nezahualcóyotl · Irapuato · Zapopan Toluca Campionato mondiale di calcio 1986 (Messico) | Città del Messico Guadalajara · Puebla · San Nicolás de los Garza · Querétaro · Monterrey León · Nezahualcóyotl · Irapuato · Zapopan Toluca Campionato mondiale di calcio 1986 (Messico) | León                |
| Estadio Tecnológico      | Città del Messico Guadalajara · Puebla · San Nicolás de los Garza · Querétaro · Monterrey León · Nezahualcóyotl · Irapuato · Zapopan Toluca Campionato mondiale di calcio 1986 (Messico) | Città del Messico Guadalajara · Puebla · San Nicolás de los Garza · Querétaro · Monterrey León · Nezahualcóyotl · Irapuato · Zapopan Toluca Campionato mondiale di calcio 1986 (Messico) | Estadio Nou Camp    |
| Capienza: 38 000         | Città del Messico Guadalajara · Puebla · San Nicolás de los Garza · Querétaro · Monterrey León · Nezahualcóyotl · Irapuato · Zapopan Toluca Campionato mondiale di calcio 1986 (Messico) | Città del Messico Guadalajara · Puebla · San Nicolás de los Garza · Querétaro · Monterrey León · Nezahualcóyotl · Irapuato · Zapopan Toluca Campionato mondiale di calcio 1986 (Messico) | Capienza: 35 000    |
|                          | Città del Messico Guadalajara · Puebla · San Nicolás de los Garza · Querétaro · Monterrey León · Nezahualcóyotl · Irapuato · Zapopan Toluca Campionato mondiale di calcio 1986 (Messico) | Città del Messico Guadalajara · Puebla · San Nicolás de los Garza · Querétaro · Monterrey León · Nezahualcóyotl · Irapuato · Zapopan Toluca Campionato mondiale di calcio 1986 (Messico) |                     |
| Nezahualcóyotl           | Irapuato | Zapopan | Toluca              |
| Estadio Neza 86          | Estadio Sergio León Chávez | Estadio Tres de Marzo | Stadio Nemesio Díez |
| Capienza: 35 000         | Capienza: 32 000 | Capienza: 30 000 | Capienza: 30 000    |
|                          | | |                     |

## Squadre partecipanti
| Pr. | Squadra          | Data di qualificazione certa | Confederazione | Partecipante in quanto                                         | Partecipazioni precedenti al torneo                                         |
| --- | ---------------- | ---------------------------- | -------------- | -------------------------------------------------------------- | --------------------------------------------------------------------------- |
| 1   | Italia           | 11 luglio 1982               | UEFA           | Paese detentore del titolo                                     | 10 (1934, 1938, 1950, 1954, 1962, 1966, 1970, 1974, 1978, 1982)             |
| 2   | Messico          | 20 maggio 1983               | CONCACAF       | Rappresentativa della nazione organizzatrice della fase finale | 8 (1930, 1950, 1954, 1958, 1962, 1966, 1970, 1978)                          |
| 3   | Brasile          | 23 giugno 1985               | CONMEBOL       | Vincitore del Gruppo 3 (CONMEBOL)                              | 12 (1930, 1934, 1938, 1950, 1954, 1958, 1962, 1966, 1970, 1974, 1978, 1982) |
| 4   | Uruguay          | 7 aprile 1985                | CONMEBOL       | Vincitore del Gruppo 2 (CONMEBOL)                              | 7 (1930, 1950, 1954, 1962, 1966, 1970, 1974)                                |
| 5   | Ungheria         | 17 aprile 1985               | UEFA           | Vincitore del Gruppo 5 (UEFA)                                  | 8 (1934, 1938, 1954, 1958, 1962, 1966, 1978, 1982)                          |
| 6   | Argentina        | 30 giugno 1985               | CONMEBOL       | Vincitore del Gruppo 1 (CONMEBOL)                              | 8 (1930, 1934, 1958, 1962, 1966, 1974, 1978, 1982)                          |
| 7   | Polonia          | 11 settembre 1985            | UEFA           | Vincitore del Gruppo 1 (UEFA)                                  | 4 (1938, 1974, 1978, 1982)                                                  |
| 8   | Canada           | 14 settembre 1985            | CONCACAF       | Vincitore del secondo Campionato CONCACAF 1985                 | -                                                                           |
| 9   | Spagna           | 25 settembre 1985            | UEFA           | Vincitore del Gruppo 7 (UEFA)                                  | 6 (1934, 1950, 1962, 1966, 1978, 1982)                                      |
| 10  | Bulgaria         | 28 settembre 1985            | UEFA           | Secondo nel Gruppo 4 (UEFA)                                    | 4 (1962, 1966, 1970, 1974)                                                  |
| 11  | Germania Ovest   | 16 ottobre 1985              | UEFA           | Vincitore del Gruppo 2 (UEFA)                                  | 10 (1934, 1938, 1954, 1958, 1962, 1966, 1970, 1974, 1978, 1982)             |
| 12  | Portogallo       | 16 ottobre 1985              | UEFA           | Secondo nel Gruppo 2 (UEFA)                                    | 1 (1966)                                                                    |
| 13  | Inghilterra      | 16 ottobre 1985              | UEFA           | Vincitore del Gruppo 3 (UEFA)                                  | 7 (1950, 1954, 1958, 1962, 1966, 1970, 1982)                                |
| 14  | Irlanda del Nord | 16 ottobre 1985              | UEFA           | Secondo nel Gruppo 3 (UEFA)                                    | 2 (1958, 1982)                                                              |
| 15  | Marocco          | 18 ottobre 1985              | CAF            | Vincitore del quarto turno (CAF)                               | 1 (1970)                                                                    |
| 16  | Algeria          | 18 ottobre 1985              | CAF            | Vincitore del quarto turno (CAF)                               | 1 (1982)                                                                    |
| 17  | Unione Sovietica | 30 ottobre 1985              | UEFA           | Secondo nel Gruppo 6 (UEFA)                                    | 5 (1958, 1962, 1966, 1970, 1982)                                            |
| 18  | Corea del Sud    | 3 novembre 1985              | AFC            | Vincitore del secondo turno (AFC) - Zona B                     | 1 (1954)                                                                    |
| 19  | Danimarca        | 13 novembre 1985             | UEFA           | Vincitore del Gruppo 6 (UEFA)                                  | -                                                                           |
| 20  | Francia          | 16 novembre 1985             | UEFA           | Vincitore del Gruppo 4 (UEFA)                                  | 8 (1930, 1934, 1938, 1954, 1958, 1966, 1978, 1982)                          |
| 21  | Paraguay         | 17 novembre 1985             | CONMEBOL       | Vincitore del playoff (CONMEBOL)                               | 3 (1930, 1950, 1958)                                                        |
| 22  | Belgio           | 20 novembre 1985             | UEFA           | Vincitore del playoff UEFA                                     | 6 (1930, 1934, 1938, 1954, 1970, 1982)                                      |
| 23  | Iraq             | 29 novembre 1985             | AFC            | Vincitore del secondo turno (AFC) - Zona A                     | -                                                                           |
| 24  | Scozia           | 4 dicembre 1985              | UEFA           | Vincitore dello spareggio UEFA - OFC                           | 5 (1954, 1958, 1974, 1978, 1982)                                            |

Nota bene: nella sezione "partecipazioni precedenti al torneo", le date in grassetto indicano che la nazione ha vinto quell'edizione del torneo, mentre le date in corsivo indicano la nazione ospitante.

### Qualificazioni

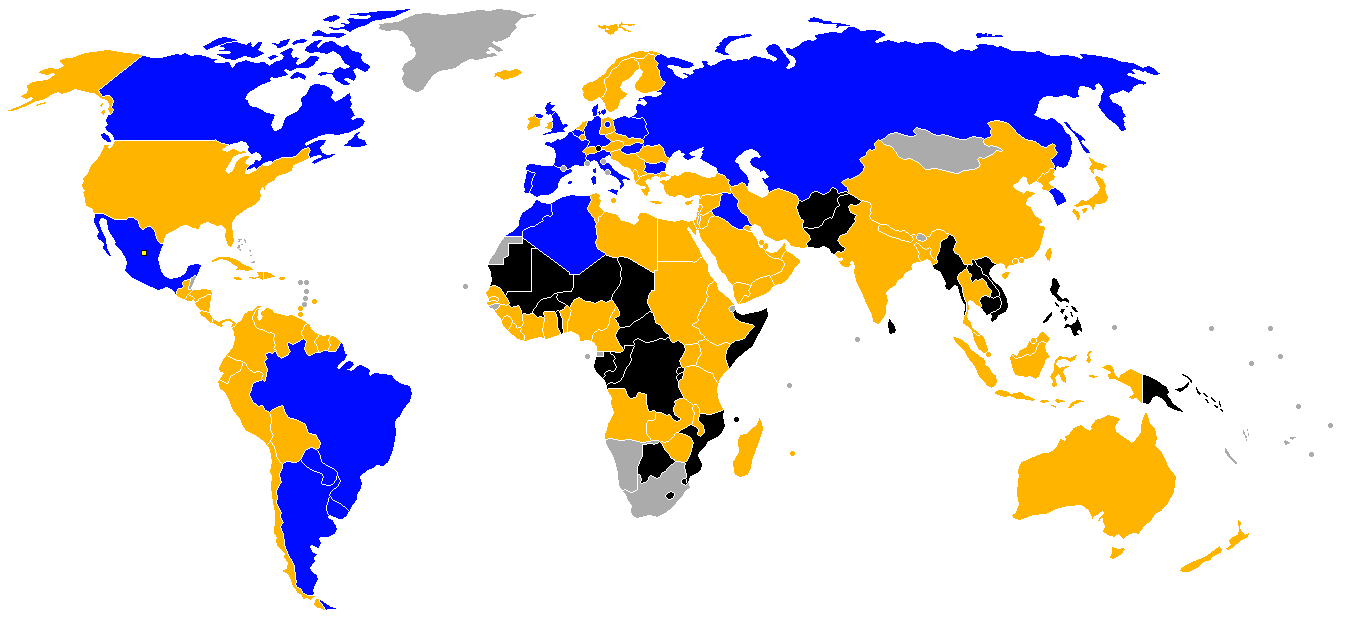
Le nazioni qualificate, in blu

Le qualificazioni al campionato mondiale di calcio di Messico 1986 videro l'iscrizione di centoventuno squadre nazionali, mentre il torneo finale ne prevedeva la partecipazione di sole ventiquattro. Essendo già qualificate di diritto il Messico, paese organizzatore, e l'Italia, campione del mondo in carica, erano disponibili altri ventidue posti. Questi sarebbero stati come al solito occupati dalle selezioni nazionali vincitrici dei vari raggruppamenti di qualificazione su base continentale.
Furono assegnati tredici posti alla zona UEFA, uno di questi però già occupato dai campioni in carica, più uno eventuale derivante da uno spareggio intercontinentale. La Nazionale candidata a questo fu la Scozia, che assistette però alla morte per infarto del proprio allenatore, Jock Stein, avvenuto dopo la decisiva partita con il Galles. Per il resto, rispetto all'edizione precedente mancarono la qualificazione l'Austria, la Cecoslovacchia e la Jugoslavia, che furono sostituite dai ritorni del Portogallo e della Bulgaria oltre che dall'esordiente Danimarca, comunque terza a pari merito coi lusitani nel recente campionato europeo.
Arrivano invece più sorprese dagli altri continenti: se dal Sud America si qualificarono come da copione il Brasile e l'Argentina, lo fecero però insieme al Paraguay vincitore dell'ultima Copa América ma assente da ben ventotto anni, e all'Uruguay, che tornava dopo dodici. Prima partecipazione invece per il Canada, vincitore del Campionato CONCACAF 1985, mentre dall'Africa tornò l'Algeria, che aveva ben figurato in Spagna, insieme però al Marocco: per coincidenza quest'ultima squadra aveva partecipato solo all'altro mondiale disputato in Messico, quello del 1970. Nuove anche le partecipanti uscite dal girone asiatico: l'esordiente Iraq e la Corea del Sud, che tornava dopo un'assenza di ben trentadue anni. Il raggruppamento oceanico fu vinto dall'Australia, ma i Socceroos vennero sconfitti dalla Scozia e mancarono quindi la qualificazione.

## Il sorteggio

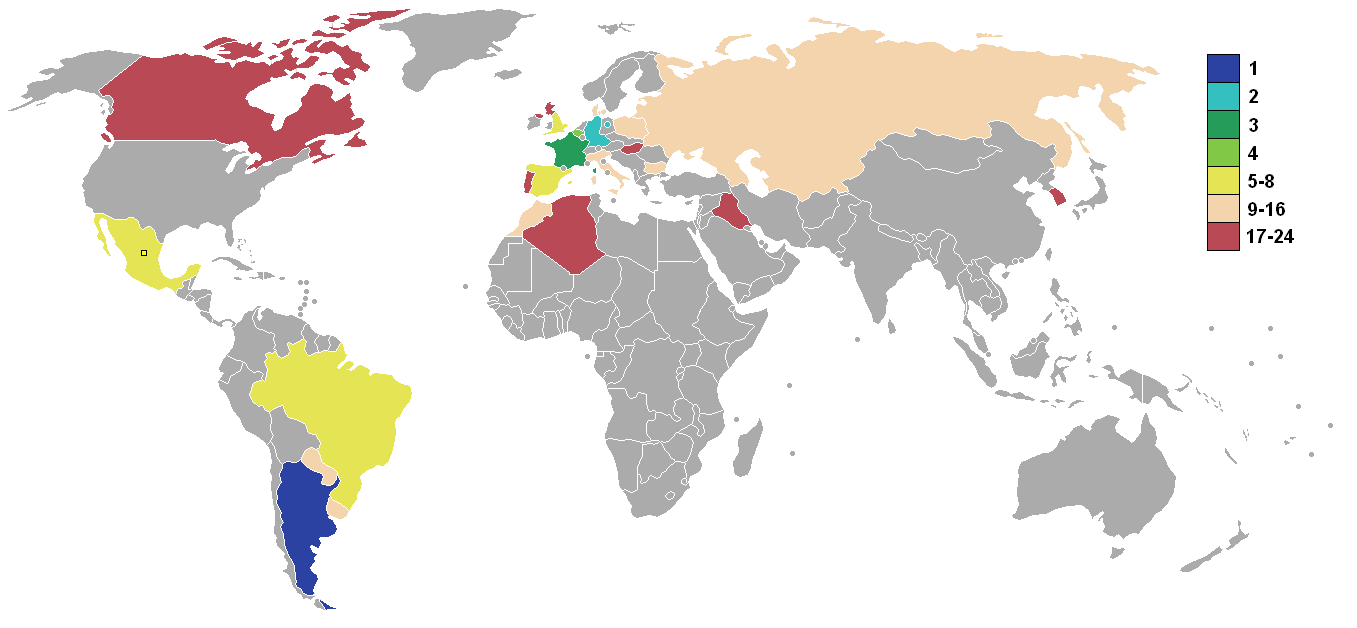
Piazzamenti delle nazionali

Il sorteggio avviene il 15 dicembre 1985 a Città Del Messico.
La FIFA, per stabilire le teste di serie, sceglie le squadre meglio classificate al mondiale di Spagna del 1982. Le rimanenti squadre vengono suddivise seguendo un criterio geografico.
La modalità di estrazione era controversa; sarebbe stato possibile per il Canada essere sorteggiato nello stesso gruppo del Messico, in questo modo le uniche due rappresentative della CONCACAF avrebbero giocato nello stesso gruppo. Sarebbe stato anche possibile avere un gruppo con quattro squadre europee.
Le sei teste di serie sono state attribuite d'ufficio ai gruppi.
In primo luogo è stato estratto l'ordine di sorteggio dalle urne. Il sorteggio è stato effettuato prima dall'urna 3, poi dall'urna 2 e infine dall'urna 1. La prima squadra europea sorteggiata dall'urna 1 è stata assegnata al gruppo D, al quale era già stato assegnato il Brasile. Le altre squadre sono state sorteggiate liberamente.
Ecco la composizione delle fasce destinate al sorteggio:
| Teste di serie            | Urna 1           | Urna 2        | Urna 3           |
| ------------------------- | ---------------- | ------------- | ---------------- |
| Italia (gruppo A)         | Argentina        | Algeria       | Belgio           |
| Messico (gruppo B)        | Inghilterra      | Canada        | Bulgaria         |
| Francia (gruppo C)        | Paraguay         | Corea del Sud | Irlanda del Nord |
| Brasile (gruppo D)        | Spagna           | Danimarca     | Portogallo       |
| Germania Ovest (gruppo E) | Uruguay          | Iraq          | Scozia           |
| Polonia (gruppo F)        | Unione Sovietica | Marocco       | Ungheria         |

## Riassunto del torneo

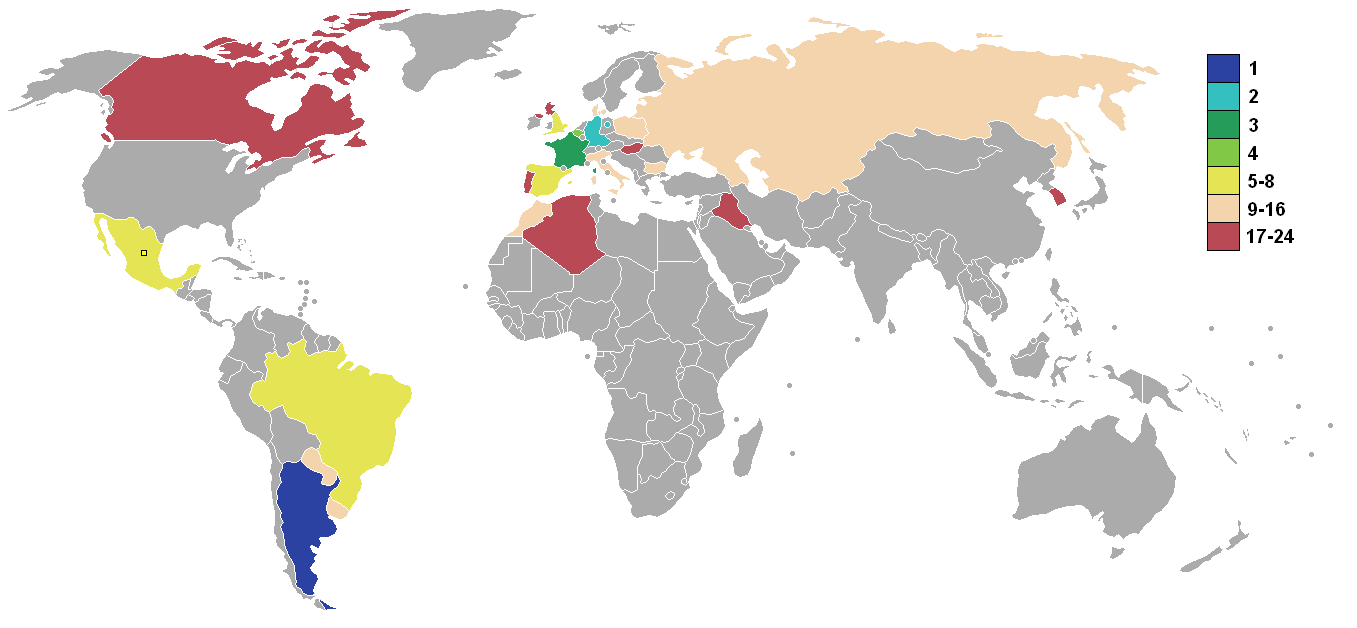
Piazzamenti finali delle nazionali partecipanti.

### Fase a gironi

#### Gruppo A
In questo gruppo, che giocava a Città del Messico e a Puebla, erano state inserite l'Italia, l'Argentina, la Bulgaria e la Corea del Sud.
Il primo risultato inatteso si verificò proprio nella partita inaugurale, giocata il 31 maggio nello Stadio Azteca; qui i campioni in carica dell'Italia, passati in vantaggio poco prima della fine del primo tempo grazie al gol di Alessandro Altobelli, vennero raggiunti dalla Bulgaria a tempo quasi scaduto. L'altro incontro terminò invece con la vittoria per 3-1 dell'Argentina, mentre nella seconda giornata i sudamericani pareggiarono 1-1 con gli Azzurri: Altobelli realizzò un calcio di rigore dopo soli sei minuti di gioco, ma poco dopo la mezz'ora fu Diego Armando Maradona a ristabilire la parità. Con identico risultato terminò anche l'altra gara, e si arrivò quindi all'ultimo turno con tutte le squadre ancora formalmente in gioco: il raggruppamento fu però vinto dall'Argentina, che sconfisse la Bulgaria per 2-0, e l'Italia vinse per 3-2, a fatica, sulla Corea del Sud grazie alla doppietta di Altobelli (alla fine unico marcatore azzurro) e ad un autogol, e passò come seconda. Proseguì anche la nazionale balcanica, tramite il ripescaggio tra le terze migliori.

#### Gruppo B
In questo gruppo, che giocava a Città del Messico e a Toluca, erano state inserite il Messico, il Paraguay, il Belgio e l'Iraq.
Nella prima giornata si verificarono le vittorie dei padroni di casa (2-1 sul Belgio) e dei sudamericani (1-0 sull'Iraq); queste due squadre pareggiarono poi lo scontro diretto, mentre i Diavoli rossi riuscirono a battere per 2-1 gli asiatici. Nell'ultimo turno, infine, i messicani sconfissero l'Iraq, e l'altro incontro terminò in pareggio. In base a questi risultati, Messico primo con cinque punti e Paraguay secondo con quattro; avanzò anche Belgio terzo a tre, la migliore tra le ripescate.

#### Gruppo C
In questo gruppo, che giocava a León e a Irapuato, erano state inserite la Francia, l'Unione Sovietica, l'Ungheria e il Canada.
Il gruppo venne dominato dall'URSS e dalla Francia, che vinsero le rispettive gare (i sovietici con un notevole 6-0 sull'Ungheria, nella loro miglior prestazione sul piano del gioco e su quello atletico, poi non più ripetuta nel corso della rassegna); pareggiarono poi lo scontro diretto, mentre i canadesi persero 2-0 anche contro i magiari. Il girone si concluse come era iniziato, con le due nazionali dominanti nuovamente vincenti; a primeggiare fu però l'Unione Sovietica, grazie alla miglior differenza reti rispetto ai transalpini. I due punti conquistati, uniti però ad una differenza reti pesantemente negativa, non furono sufficienti all'Ungheria per proseguire il cammino, e probabilmente il Canada fu la peggiore delle partecipanti: oltre a non aver fatto punti non riuscì a segnare neanche un gol.

#### Gruppo D
Nel gruppo quattro, che giocava a Guadalajara e a Monterrey, erano state inserite col Brasile, la Spagna, l'Irlanda del Nord e l'Algeria.
Anche questo raggruppamento vide due protagoniste assolute: il Brasile e la Spagna. Nella prima giornata i Verde-oro vinsero 1-0 lo scontro diretto con un gol di Sócrates, mentre le altre due nazionali pareggiarono 1-1; questo fu però l'unico punto conquistato da Irlanda del Nord e Algeria, che persero infatti le altre due partite. I sudamericani chiusero quindi il turno a punteggio pieno e senza aver subito gol, e gli iberici furono secondi a quattro punti; nessuna speranza ovviamente per i nordirlandesi, terzi grazie alla differenza reti ma con un solo punto conquistato.

#### Gruppo E
In questo gruppo, che giocava a Santiago de Querétaro e a Ciudad Nezahualcóyotl, erano state inserite la Germania Ovest, l'Uruguay, la Scozia e la Danimarca.
In questo gruppo la sorpresa fu l'esordiente Danimarca: vinse per 1-0 la prima partita contro la Scozia grazie ad un gol di Preben Elkjær Larsen, che segnò poi una tripletta nel roboante 6-1 sull'Uruguay. I sudamericani avevano pareggiato 1-1 l'incontro iniziale contro i tedeschi vice-campioni in carica, nazionale che condannò gli scozzesi ad una nuova sconfitta (2-1). Nell'ultima giornata si verificò il terzo successo dei danesi, un 2-0 sui tedeschi, e un pareggio nell'altra gara. Quindi Danimarca prima a punteggio pieno e Germania Ovest seconda a tre, mentre l'Uruguay, terzo a due punti, avanzò nonostante i soli due gol fatti e i sette subiti.

#### Gruppo F
In questo gruppo, che giocava a Monterrey, a Guadalajara e a San Nicolás de los Garza, erano state inserite la Polonia, l'Inghilterra, il Portogallo e il Marocco.
A differenza di molti altri gruppi, questo rimase incerto fino all'ultimo, e non mancarono le sorprese. Nel primo giro di partite il Portogallo vinse 1-0 sull'Inghilterra, mentre l'altro incontro terminò 0-0. Nuovo pareggio a reti bianche per gli africani, stavolta contro la nazionale britannica, intanto la Polonia sconfisse 1-0 i lusitani. Tutto si risolse nell'ultimo turno: Gary Lineker realizzò la tripletta con la quale gli inglesi sconfissero i polacchi, e il Portogallo perse anche contro il Marocco (3-1, con doppietta di Abdelkrim Merry Krimau). Il gruppo fu quindi vinto dai magrebini a quattro punti, che precedettero l'Inghilterra, giunta seconda grazie alla miglior differenza reti sulla Polonia. Degno di nota fu il cammino del Marocco, prima formazione del continente nero ad accedere alla fase successiva, mentre ben diversa fu la situazione dei biancorossi che, giunti terzi nel 1982, si qualificarono agli ottavi solamente tramite il ripescaggio.

### Fase ad eliminazione diretta

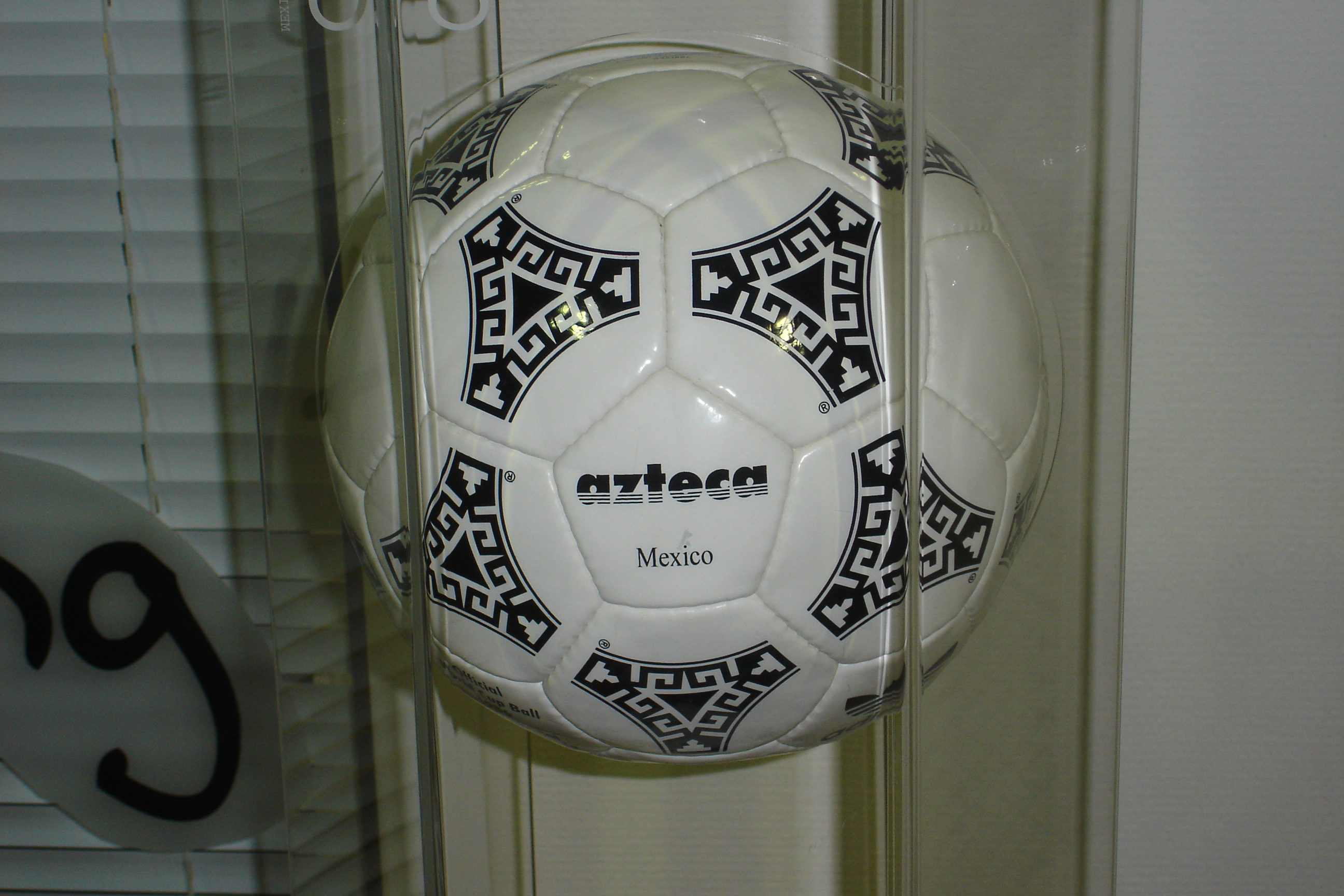
L'Adidas Azteca, il pallone ufficiale della manifestazione

#### Ottavi di finale
La fase ad eliminazione diretta prese il via il 15 giugno: allo Stadio Azteca della capitale il Messico padrone di casa regolò la Bulgaria per 2-0, mentre poche ore dopo a León andò in scena l'incontro tra Unione Sovietica e Belgio: i sovietici passarono due volte in vantaggio, ma al novantesimo il punteggio era di 2-2. Gli avversari ebbero però ragione nei tempi supplementari, e l'incontro terminò 4-3 in loro favore; a nulla valse quindi la tripletta di Ihor Bjelanov. Dopo questa partita il Belgio rinunciò però a due giocatori: Erwin Vandenbergh per una lesione al menisco e René Vandereycken per un diverbio con il ct Guy Thys. Il giorno seguente a Guadalajara il Brasile non incontrò invece difficoltà contro la Polonia, che venne sconfitta per 4-0 (reti di Sócrates, Josimar, Edinho e Careca), mentre più sofferta fu la qualificazione dell'Argentina, che a Puebla prevalse di misura sull'Uruguay (gol di Pedro Pasculli) in una partita che fece temere per dei possibili incidenti tra le opposte tifoserie. Arrivò quindi il giorno dell'Italia, che il 17 giugno allo Stadio Universitario di Città del Messico venne però sconfitta 2-0 dalla Francia: i transalpini segnarono con Michel Platini e con Yannick Stopyra, e così i campioni in carica terminarono presto il loro deludente mondiale. Nello stesso giorno, poi, a San Nicolás de los Garza la Germania Ovest superò il Marocco solo nei minuti conclusivi, quando i supplementari sembravano raggiunti; questo grazie ad una punizione di Lothar Matthäus, che beffò il fin lì decisivo Badou Zaki. Infine, il giorno successivo si registrarono due facili successi: prima a Città del Messico l'Inghilterra sconfisse il Paraguay per 3-0 (doppietta di Gary Lineker e gol di Peter Beardsley), successivamente la Spagna piegò a Santiago de Querétaro la rivelazione Danimarca per 5-1 (quaterna di Emilio Butragueño e Andoni Goikoetxea).

#### Quarti di finale
Protagonisti assoluti dei quarti furono i calci di rigore, che furono decisivi in ben tre sfide su quattro. Si cominciò il 21 giugno a Guadalajara con l'incontro tra Brasile e Francia: i Verde-oro si portarono presto in vantaggio con Careca, ma poco prima dell'intervallo subirono il pareggio di Michel Platini. Dopo questa rete, la prima subita dai sudamericani in tutto il torneo, i brasiliani ebbero l'opportunità di passare in vantaggio: Joël Bats atterrò un avversario in area, ma riuscì poi a neutralizzare il tiro dal dischetto di Zico. Non si segnò più fino ai rigori, e qui, tra le polemiche, furono i transalpini a vincere: l'arbitro Ioan Igna convalidò infatti il gol di Bruno Bellone nonostante la palla fosse finita in rete dopo aver colpito il palo ed aver rimbalzato sul portiere avversario. Le conseguenze dell'episodio furono rilevanti, al punto che l'anno successivo la FIFA decise di rivedere la regola 14 per evitare in futuro il verificarsi di casi simili. Nello stesso giorno, a San Nicolás de los Garza, il Messico riuscì a resistere sullo 0-0 alla Germania Ovest per due ore prima di arrendersi dal dischetto: decisivi furono le parate di Harald Schumacher che neutralizzò due tiri, e la gara terminò sul 4-1 per i tedeschi occidentali. Il giorno dopo si disputò nella capitale uno degli incontri più celebri della manifestazione, quello tra Argentina e Inghilterra. Acceso da una rivalità mai sopita, ed anzi rinfocolatasi dopo la vicenda delle Falkland del 1982, venne deciso da una doppietta di Diego Armando Maradona: il campione sudamericano, dopo aver subito una gomitata (non vista dall'arbitro) da Terry Fenwick al 40º minuto, realizzò le sue reti più famose nella seconda frazione, la "mano de Dios" (con cui sbloccò il punteggio) e il "gol del secolo" (grazie al quale firmò il raddoppio). L'unica marcatura inglese fu invece messa a segno da Gary Lineker, che alla fine sarà il cannoniere della competizione con sei centri. Infine in serata andò in scena a Puebla il confronto tra Belgio e Spagna: i Diavoli rossi si portarono in vantaggio con Jan Ceulemans verso la mezz'ora, ma pochi minuti prima del novantesimo Juan Antonio Señor riuscì a portare i suoi ai tempi supplementari, e successivamente si arrivò ai rigori. Qui il protagonista fu però il portiere Jean-Marie Pfaff: gli iberici pagarono l'errore di Eloy Olaya, e i belgi vinsero per 5-4.

#### Semifinali
Le semifinali si disputarono il 25 giugno. Si cominciò a Guadalajara con la riedizione dell'incontro tra Francia e Germania Ovest, che si erano infatti incrociate quattro anni prima in Spagna sempre per un posto in finale. Tuttavia la rivincita dei transalpini non si consumò, poiché i tedeschi occidentali vinsero nuovamente, stavolta per 2-0: segnarono infatti Andreas Brehme in apertura e Rudi Völler a partita ormai finita. Più tardi a Città del Messico andò in scena la gara tra Argentina e Belgio, che fu risolta da un'altra doppietta di Diego Armando Maradona.

#### Finale per il terzo posto
La finale per il terzo posto si disputò il 28 giugno a Puebla, dove si affrontarono Francia e Belgio: quest'ultima squadra si portò in vantaggio con Jan Ceulemans all'inizio della gara, ma già prima dell'intervallo gli avversari passarono in vantaggio grazie alle reti di Jean-Marc Ferreri e di Jean-Pierre Papin. Il pareggio venne raggiunto con un gol di Nico Claesen, così si arrivò ai tempi supplementari, dove la Francia segnò con Bernard Genghini e con un rigore trasformato da Manuel Amoros; il terzo posto fu quindi appannaggio dei galletti, mentre la difesa dei diavoli rossi risultò la più battuta del torneo.

#### Finale
Il regolamento cambiò in occasione della finalissima, allorché per la prima volta nella storia dei Mondiali fu previsto l'immediato ricorso ai rigori in caso di parità, in luogo della precedente ripetizione (comunque mai verificatasi). Nella capitale tricolor, l'Albiceleste passò in vantaggio con Brown al 23' per poi raddoppiare con Valdano al 56'. Sotto di due gol, i tedeschi indovinarono l'aggiustamento tattico liberando Matthäus dal compito di marcare Maradona: Rummenigge accorciò le distanze al 74', prima che Völler trovasse il pari. Con il profilarsi dei supplementari, riemerse però l'Argentina: Maradona recuperò una palla persa a centrocampo, servendo quindi Burruchaga che realizzò il definitivo 3-2. La Germania dovette accontentarsi nuovamente del secondo posto, mentre i sudamericani festeggiarono un nuovo titolo dopo quello vinto nel 1978.

## Risultati

### Fase a gironi

#### Gruppo A

##### Classifica
| Pos. | Squadra       | Pt | G | V | N | P | GF | GS | DR |
| ---- | ------------- | -- | - | - | - | - | -- | -- | -- |
| 1.   | Argentina     | 5  | 3 | 2 | 1 | 0 | 6  | 2  | +4 |
| 2.   | Italia        | 4  | 3 | 1 | 2 | 0 | 5  | 4  | +1 |
| 3.   | Bulgaria      | 2  | 3 | 0 | 2 | 1 | 2  | 4  | −2 |
| 4.   | Corea del Sud | 1  | 3 | 0 | 1 | 2 | 4  | 7  | −3 |

##### Incontri
| Arbitro: | Fredriksson |

|             |           |               |
| Sirakov 85’ | Marcatori | 43’ Altobelli |

| Arbitro: | Sánchez |

|                            |           |                    |
| Valdano 6’ 46’ Ruggeri 18’ | Marcatori | 73’ Park Chang-sun |

| Arbitro: | Keizer |

|                     |           |              |
| Altobelli 6’ (rig.) | Marcatori | 34’ Maradona |

| Arbitro: | Al-Shannar |

|                  |           |           |
| Kim Jong-boo 70’ | Marcatori | 11’ Getov |

| Arbitro: | Socha |

|                                   |           |                                            |
| Choi Soon-ho 62’ Huh Jung-moo 83’ | Marcatori | 17’ 73’ Altobelli 82’ (aut.) Cho Kwang-rae |

| Arbitro: | Moreira |

|                           |           |  |
| Valdano 3’ Burruchaga 79’ | Marcatori |  |

#### Gruppo B

##### Classifica
| Pos. | Squadra  | Pt | G | V | N | P | GF | GS | DR |
| ---- | -------- | -- | - | - | - | - | -- | -- | -- |
| 1.   | Messico  | 5  | 3 | 2 | 1 | 0 | 4  | 2  | +2 |
| 2.   | Paraguay | 4  | 3 | 1 | 2 | 0 | 4  | 3  | +1 |
| 3.   | Belgio   | 3  | 3 | 1 | 1 | 1 | 5  | 5  | 0  |
| 4.   | Iraq     | 0  | 3 | 0 | 0 | 3 | 1  | 4  | −3 |

##### Incontri
| Arbitro: | Esposito |

|                 |           |                          |
| Vandenbergh 45’ | Marcatori | 23’ Quirarte 39’ Sánchez |

| Arbitro: | Picon-Ackong |

|              |           |  |
| Romerito 35’ | Marcatori |  |

| Arbitro: | Courtney |

|           |           |              |
| Flores 3’ | Marcatori | 85’ Romerito |

| Arbitro: | Díaz |

|           |           |                              |
| Radhi 59’ | Marcatori | 16’ Scifo 19’ (rig.) Claesen |

| Arbitro: | Dotchev |

|                 |           |                          |
| Cabañas 50’ 76’ | Marcatori | 30’ Vercauteren 59’ Veyt |

| Arbitro: | Petrović |

|  |           |              |
|  | Marcatori | 54’ Quirarte |

#### Gruppo C

##### Classifica
| Pos. | Squadra          | Pt | G | V | N | P | GF | GS | DR |
| ---- | ---------------- | -- | - | - | - | - | -- | -- | -- |
| 1.   | Unione Sovietica | 5  | 3 | 2 | 1 | 0 | 9  | 1  | +8 |
| 2.   | Francia          | 5  | 3 | 2 | 1 | 0 | 5  | 1  | +4 |
| 3.   | Ungheria         | 2  | 3 | 1 | 0 | 2 | 2  | 9  | −7 |
| 4.   | Canada           | 0  | 3 | 0 | 0 | 3 | 0  | 5  | −5 |

##### Incontri
| Arbitro: | Silva |

|  |           |           |
|  | Marcatori | 79’ Papin |

| Arbitro: | Agnolin |

|                                                                                          |           |  |
| Jakovenko 2’ Alejnikov 4’ Bjelanov 24’ (rig.) Jaremčuk 66’ Dajka 75’ (aut.) Rodionov 80’ | Marcatori |  |

| Arbitro: | Arppi Filho |

|               |           |         |
| Fernandez 62’ | Marcatori | 53’ Rac |

| Arbitro: | Al Sharif |

|                         |           |  |
| Esterházy 2’ Détári 75’ | Marcatori |  |

| Arbitro: | Silva Valente |

|  |           |                                      |
|  | Marcatori | 29’ Stopyra 62’ Tigana 84’ Rocheteau |

| Arbitro: | Traore |

|                         |           |  |
| Blochin 58’ Zavarov 74’ | Marcatori |  |

#### Gruppo D

##### Classifica
| Pos. | Squadra          | Pt | G | V | N | P | GF | GS | DR |
| ---- | ---------------- | -- | - | - | - | - | -- | -- | -- |
| 1.   | Brasile          | 6  | 3 | 3 | 0 | 0 | 5  | 0  | +5 |
| 2.   | Spagna           | 4  | 3 | 2 | 0 | 1 | 5  | 2  | +3 |
| 3.   | Irlanda del Nord | 1  | 3 | 0 | 1 | 2 | 2  | 6  | −4 |
| 4.   | Algeria          | 1  | 3 | 0 | 1 | 2 | 1  | 5  | −4 |

##### Incontri
| Arbitro: | Bambridge |

|  |           |              |
|  | Marcatori | 62’ Sócrates |

| Arbitro: | Butenko |

|            |           |              |
| Zidane 59’ | Marcatori | 6’ Whiteside |

| Arbitro: | Méndez |

|            |           |  |
| Careca 66’ | Marcatori |  |

| Arbitro: | Brummeier |

|            |           |                           |
| Clarke 46’ | Marcatori | 1’ Butragueño 18’ Salinas |

| Arbitro: | Kirschen |

|  |           |                            |
|  | Marcatori | 15’ 87’ Careca 42’ Josimar |

| Arbitro: | Takada |

|  |           |                          |
|  | Marcatori | 15’ 68’ Calderé 70’ Eloy |

#### Gruppo E

##### Classifica
| Pos. | Squadra        | Pt | G | V | N | P | GF | GS | DR |
| ---- | -------------- | -- | - | - | - | - | -- | -- | -- |
| 1.   | Danimarca      | 6  | 3 | 3 | 0 | 0 | 9  | 1  | +8 |
| 2.   | Germania Ovest | 3  | 3 | 1 | 1 | 1 | 3  | 4  | −1 |
| 3.   | Uruguay        | 2  | 3 | 0 | 2 | 1 | 2  | 7  | −5 |
| 4.   | Scozia         | 1  | 3 | 0 | 1 | 2 | 1  | 3  | −2 |

##### Incontri
| Arbitro: | Christov |

|              |           |            |
| Alzamendi 4’ | Marcatori | 84’ Allofs |

| Arbitro: | Nemeth |

|  |           |                   |
|  | Marcatori | 57’ Elkjær Larsen |

| Arbitro: | Igna |

|                       |           |              |
| Völler 23’ Allofs 49’ | Marcatori | 18’ Strachan |

| Arbitro: | Ramírez |

|                                                              |           |                        |
| Elkjær Larsen 11’ 67’ 80’ Lerby 41’ Laudrup 52’ J. Olsen 88’ | Marcatori | 45’ (rig.) Francescoli |

| Arbitro: | Ponnet |

|                                 |           |  |
| J. Olsen 43’ (rig.) Eriksen 62’ | Marcatori |  |

| Ciudad Nezahualcóyotl 13 giugno 1986, ore 12:00 UTC-6 | Scozia  | 0 – 0 referto | Uruguay | Estadio Neza 86 (20 000 spett.)\| Arbitro: \| Quiniou \| |
| Arbitro:                                              | Quiniou |               |         |                                                          |

#### Gruppo F

##### Classifica
| Pos. | Squadra     | Pt | G | V | N | P | GF | GS | DR |
| ---- | ----------- | -- | - | - | - | - | -- | -- | -- |
| 1.   | Marocco     | 4  | 3 | 1 | 2 | 0 | 3  | 1  | +2 |
| 2.   | Inghilterra | 3  | 3 | 1 | 1 | 1 | 3  | 1  | +2 |
| 3.   | Polonia     | 3  | 3 | 1 | 1 | 1 | 1  | 3  | −2 |
| 4.   | Portogallo  | 2  | 3 | 1 | 0 | 2 | 2  | 4  | −2 |

##### Incontri
| San Nicolás de los Garza 2 giugno 1986, ore 16:00 UTC-6 | Marocco | 0 – 0 referto | Polonia | Estadio Universitario (19 000 spett.)\| Arbitro: \| Bazán \| |
| Arbitro:                                                | Bazán   |               |         |                                                              |

| Arbitro: | Roth |

|                   |           |  |
| Carlos Manuel 76’ | Marcatori |  |

| Monterrey 6 giugno 1986, ore 16:00 UTC-6 | Inghilterra | 0 – 0 referto | Marocco | Estadio Tecnológico (23 000 spett.)\| Arbitro: \| Gónzalez \| |
| Arbitro:                                 | Gónzalez    |               |         |                                                               |

| Arbitro: | Nasser |

|              |           |  |
| Smolarek 68’ | Marcatori |  |

| Arbitro: | Daina |

|                    |           |  |
| Lineker 9’ 19’ 34’ | Marcatori |  |

| Arbitro: | Snoddy |

|                |           |                                 |
| Diamantino 88’ | Marcatori | 19’ 26’ Khairi 62’ Merry Krimau |

#### Raffronto tra le terze classificate
| Pos. | Squadra          | Pt | G | V | N | P | GF | GS | DR |
| ---- | ---------------- | -- | - | - | - | - | -- | -- | -- |
| 1.   | Belgio           | 3  | 3 | 1 | 1 | 1 | 5  | 5  | 0  |
| 2.   | Polonia          | 3  | 3 | 1 | 1 | 1 | 1  | 3  | -2 |
| 3.   | Bulgaria         | 2  | 3 | 0 | 2 | 1 | 2  | 4  | -2 |
| 4.   | Uruguay          | 2  | 3 | 0 | 2 | 1 | 2  | 7  | -5 |
| 5.   | Ungheria         | 2  | 3 | 1 | 0 | 2 | 2  | 9  | -7 |
| 6.   | Irlanda del Nord | 1  | 3 | 0 | 1 | 2 | 2  | 6  | -4 |

### Fase ad eliminazione diretta

#### Tabellone
|  | Ottavi di finale | Ottavi di finale | Ottavi di finale |                |                | Quarti di finale | Quarti di finale | Quarti di finale |               |        | Semifinali | Semifinali | Semifinali |                           |                           | Finale                    | Finale | Finale |  |
|  |                  |                  |                  |                |                |                  |                  |                  |               |        |            |            |            |                           |                           |                           |        |        |  |
|  | 1A               | Argentina        | 1                |                |                |                  |                  |                  |               |        |            |            |            |                           |                           |                           |        |        |  |
|  | 1A               | Argentina        | 1                |                |                |                  |                  |                  |               |        |            |            |            |                           |                           |                           |        |        |  |
|  | 3E               | Uruguay          | 0                |                |                |                  |                  |                  |               |        |            |            |            |                           |                           |                           |        |        |  |
|  | 3E               | Uruguay          | 0                |                | Argentina      | Argentina        | 2                |                  |               |        |            |            |            |                           |                           |                           |        |        |  |
|  |                  |                  |                  |                | Argentina      | Argentina        | 2                |                  |               |        |            |            |            |                           |                           |                           |        |        |  |
|  |                  |                  | Inghilterra      | Inghilterra    | 1              |                  |                  |                  |               |        |            |            |            |                           |                           |                           |        |        |  |
|  | 2F               | Inghilterra      | Inghilterra      | Inghilterra    | 1              | 3                |                  |                  |               |        |            |            |            |                           |                           |                           |        |        |  |
|  | 2F               | Inghilterra      |                  |                |                |                  |                  |                  |               |        |            |            |            |                           |                           |                           |        |        |  |
|  | 2B               | Paraguay         | 0                |                |                |                  |                  |                  |               |        |            |            |            |                           |                           |                           |        |        |  |
|  | 2B               | Paraguay         | 0                |                | Argentina      | Argentina        | 2                |                  |               |        |            |            |            |                           |                           |                           |        |        |  |
|  |                  |                  |                  |                |                |                  |                  |                  |               |        |            |            |            |                           |                           |                           |        |        |  |
|  |                  |                  | Belgio           | Belgio         | 0              |                  |                  |                  |               |        |            |            |            |                           |                           |                           |        |        |  |
|  | 1E               | Danimarca        | Belgio           | Belgio         | 0              | 1                |                  |                  |               |        |            |            |            |                           |                           |                           |        |        |  |
|  | 1E               | Danimarca        |                  |                |                |                  |                  |                  |               |        |            |            |            |                           |                           |                           |        |        |  |
|  | 2D               | Spagna           | 5                |                |                |                  |                  |                  |               |        |            |            |            |                           |                           |                           |        |        |  |
|  | 2D               | Spagna           | 5                |                | Spagna         | Spagna           | 1 (4)            |                  |               |        |            |            |            |                           |                           |                           |        |        |  |
|  |                  |                  |                  |                | Spagna         | Spagna           | 1 (4)            |                  |               |        |            |            |            |                           |                           |                           |        |        |  |
|  |                  |                  | Belgio (dtr)     | Belgio (dtr)   | 1 (5)          |                  |                  |                  |               |        |            |            |            |                           |                           |                           |        |        |  |
|  | 1C               | Unione Sovietica | Belgio (dtr)     | Belgio (dtr)   | 1 (5)          | 3                |                  |                  |               |        |            |            |            |                           |                           |                           |        |        |  |
|  | 1C               | Unione Sovietica |                  |                |                |                  |                  |                  |               |        |            |            |            |                           |                           |                           |        |        |  |
|  | 3B               | Belgio (dts)     | 4                |                |                |                  |                  |                  |               |        |            |            |            |                           |                           |                           |        |        |  |
|  | 3B               | Belgio (dts)     | 4                |                | Argentina      | Argentina        | 3                |                  |               |        |            |            |            |                           |                           |                           |        |        |  |
|  |                  |                  |                  |                |                |                  |                  |                  |               |        |            |            |            |                           |                           |                           |        |        |  |
|  |                  |                  | Germania Ovest   | Germania Ovest | 2              |                  |                  |                  |               |        |            |            |            |                           |                           |                           |        |        |  |
|  | 1D               | Brasile          | Germania Ovest   | Germania Ovest | 2              | 4                |                  |                  |               |        |            |            |            |                           |                           |                           |        |        |  |
|  | 1D               | Brasile          |                  |                |                | 4                |                  |                  |               |        |            |            |            |                           |                           |                           |        |        |  |
|  | 3F               | Polonia          | 0                |                |                |                  |                  |                  |               |        |            |            |            |                           |                           |                           |        |        |  |
|  | 3F               | Polonia          | 0                |                | Brasile        | Brasile          | 1 (3)            |                  |               |        |            |            |            |                           |                           |                           |        |        |  |
|  |                  |                  |                  |                | Brasile        | Brasile          | 1 (3)            |                  |               |        |            |            |            |                           |                           |                           |        |        |  |
|  |                  |                  | Francia (dtr)    | Francia (dtr)  | 1 (4)          |                  |                  |                  |               |        |            |            |            |                           |                           |                           |        |        |  |
|  | 2A               | Italia           | Francia (dtr)    | Francia (dtr)  | 1 (4)          | 0                |                  |                  |               |        |            |            |            |                           |                           |                           |        |        |  |
|  | 2A               | Italia           |                  |                |                |                  |                  |                  |               |        |            |            |            |                           |                           |                           |        |        |  |
|  | 2C               | Francia          | 2                |                |                |                  |                  |                  |               |        |            |            |            |                           |                           |                           |        |        |  |
|  | 2C               | Francia          | 2                |                | Francia        | Francia          | 0                |                  |               |        |            |            |            |                           |                           |                           |        |        |  |
|  |                  |                  |                  |                |                |                  |                  |                  |               |        |            |            |            |                           |                           |                           |        |        |  |
|  |                  |                  | Germania Ovest   | Germania Ovest | 2              |                  |                  |                  |               |        |            |            |            |                           |                           |                           |        |        |  |
|  | 1F               | Marocco          | Germania Ovest   | Germania Ovest | 2              | 0                |                  |                  |               |        |            |            |            | Finale per il terzo posto | Finale per il terzo posto | Finale per il terzo posto |        |        |  |
|  | 1F               | Marocco          |                  |                |                |                  |                  |                  |               |        |            |            |            |                           |                           |                           |        |        |  |
|  | 2E               | Germania Ovest   | 1                |                |                |                  |                  |                  |               |        |            |            |            |                           |                           |                           |        |        |  |
|  | 2E               | Germania Ovest   | 1                |                | Germania Ovest | Germania Ovest   | 0 (4)            |                  |               | Belgio | Belgio     | 2          |            |                           |                           |                           |        |        |  |
|  |                  |                  |                  |                | Germania Ovest | Germania Ovest   | 0 (4)            |                  |               | Belgio | Belgio     | 2          |            |                           |                           |                           |        |        |  |
|  |                  |                  | Messico (dtr)    | Messico (dtr)  | 0 (1)          |                  |                  | Francia (dts)    | Francia (dts) | 4      |            |            |            |                           |                           |                           |        |        |  |
|  | 1B               | Messico          | Messico (dtr)    | Messico (dtr)  | 0 (1)          | 2                |                  | Francia (dts)    | Francia (dts) | 4      |            |            |            |                           |                           |                           |        |        |  |
|  | 1B               | Messico          |                  |                |                |                  |                  |                  |               |        |            |            |            |                           |                           |                           |        |        |  |
|  | 3A               | Bulgaria         | 0                |                |                |                  |                  |                  |               |        |            |            |            |                           |                           |                           |        |        |  |

#### Ottavi di finale
| Arbitro: | Arppi Filho |

|                        |           |  |
| Negrete 34’ Servín 61’ | Marcatori |  |

| Arbitro: | Fredriksson |

|                              |           |                                                 |
| Bjelanov 27’ 70’ 111’ (rig.) | Marcatori | 56’ Scifo 77’ Ceulemans 102’ Demol 110’ Claesen |

| Arbitro: | Roth |

|                                                              |           |  |
| Sócrates 30’ (rig.) Josimar 55’ Edinho 79’ Careca 83’ (rig.) | Marcatori |  |

| Arbitro: | Agnolin |

|              |           |  |
| Pasculli 42’ | Marcatori |  |

| Arbitro: | Esposito |

|  |           |                         |
|  | Marcatori | 15’ Platini 57’ Stopyra |

| Arbitro: | Petrović |

|  |           |              |
|  | Marcatori | 87’ Matthäus |

| Arbitro: | Al Sharif |

|                               |           |  |
| Lineker 31’ 73’ Beardsley 56’ | Marcatori |  |

| Arbitro: | Keizer |

|                     |           |                                                         |
| J. Olsen 33’ (rig.) | Marcatori | 43’ 56’ 80’ 88’ (rig.) Butragueño 68’ (rig.) Goikoetxea |

#### Quarti di finale
| Arbitro: | Igna |

|                                         |                      |                                          |
| Careca 17’                              | Marcatori            | 40’ Platini                              |
| Sócrates Alemão Zico Branco Jùlio César | Tiri di rigore 3 – 4 | Stopyra Amoros Bellone Platini Fernández |

| Arbitro: | Díaz |

|                                   |                      |                         |
| Allofs Brehme Matthäus Littbarski | Tiri di rigore 4 – 1 | Negrete Quirarte Servín |

| Arbitro: | Bennaceur |

|                  |           |             |
| Maradona 51’ 55’ | Marcatori | 80’ Lineker |

| Arbitro: | Kirschen |

|                                     |                      |                                              |
| Señor 85’                           | Marcatori            | 35’ Ceulemans                                |
| Señor Eloy Chendo Butragueño Víctor | Tiri di rigore 4 – 5 | Claesen Scifo Broos Vervoort L. Van der Elst |

#### Semifinali
| Arbitro: | Agnolin |

|  |           |                      |
|  | Marcatori | 9’ Brehme 90’ Völler |

| Arbitro: | Ramírez |

|                  |           |  |
| Maradona 51’ 63’ | Marcatori |  |

#### Finale per il terzo posto
| Arbitro: | Courtney |

|                           |           |                                                        |
| Ceulemans 11’ Claesen 73’ | Marcatori | 27’ Ferreri 43’ Papin 104’ Genghini 111’ (rig.) Amoros |

#### Finale
| Arbitro: | Arppi Filho |

|                                      |           |                           |
| Brown 23’ Valdano 56’ Burruchaga 84’ | Marcatori | 74’ Rummenigge 81’ Völler |

## Statistiche

### Classifica marcatori
6 reti
- Gary Lineker

5 reti
- Diego Armando Maradona
- Careca
- Emilio Butragueño

4 reti
- Jorge Valdano
- Preben Elkjær Larsen
- Alessandro Altobelli
- Igor Belanov

3 reti
- Jan Ceulemans
- Nico Claesen

- Jesper Olsen
- Rudi Völler

2 reti
- Jorge Burruchaga
- Vincenzo Scifo
- Sócrates
- Josimar
- Michel Platini
- Jean-Pierre Papin
- Yannick Stopyra

- Klaus Allofs
- Abderrazak Khairi
- Fernando Quirarte
- Roberto Cabañas
- Romerito
- Ramón María Calderé
- Ivan Jaremčuk

1 rete
- Djamel Zidane
- José Luis Brown
- Pedro Pasculli
- Oscar Ruggeri
- Stéphane Demol
- Erwin Vandenbergh
- Franky Vercauteren
- Daniel Veyt
- Edinho
- Plamen Getov
- Nasko Sirakov
- Choi Soon-ho
- Huh Jung-moo
- Kim Jong-boo

- Park Chang-sun
- John Eriksen
- Michael Laudrup
- Søren Lerby
- Manuel Amoros
- Luis Fernández
- Jean-Marc Ferreri
- Bernard Genghini
- Dominique Rocheteau
- Andreas Brehme
- Lothar Matthäus
- Karl-Heinz Rummenigge
- Peter Beardsley

- Ahmed Radhi
- Colin Clarke
- Norman Whiteside
- Abdelkrim Merry Krimau
- Luis Flores
- Manuel Negrete
- Hugo Sánchez
- Raúl Servín
- Włodzimierz Smolarek
- Carlos Manuel
- Diamantino
- Gordon Strachan
- Eloy

- Andoni Goikoetxea
- Julio Salinas
- Juan Antonio Señor
- Lajos Détári
- Márton Esterházy
- Sergej Alejnikov
- Oleh Blochin
- Vasyl' Rac
- Sergej Rodionov
- Pavel Jakovenko
- Oleksandr Zavarov
- Antonio Alzamendi
- Enzo Francescoli

Autoreti
- Cho Kwang-rae (1, pro  Italia)
- László Dajka (1, pro  Unione Sovietica)

### Record
Fonte:
- Gol più veloce: Emilio Butragueño (Irlanda del Nord-Spagna, fase a gironi, 7 giugno, 1º minuto)
- Gol più tardivo: Igor Belanov (Unione Sovietica-Belgio, ottavi di finale, 15 giugno) e Manuel Amoros (Belgio-Francia, finale 3º posto, 28 giugno) (111º minuto)
- Primo gol: Alessandro Altobelli (Bulgaria-Italia, partita inaugurale, fase a gironi, 31 maggio, 43º minuto)
- Ultimo gol: Jorge Burruchaga (Argentina-Germania Ovest, finale, 8 luglio, 85º minuto)
- Miglior attacco: Argentina (14 reti segnate)
- Peggior attacco: Canada (0 reti segnate)
- Miglior difesa: Brasile (1 rete subita)
- Peggior difesa: Belgio (15 reti subite)
- Miglior differenza reti: Unione Sovietica (+7)
- Partita con il maggior numero di gol: Danimarca-Uruguay 6-1 (fase a gironi, 8 giugno) e Unione Sovietica-Belgio 3-4 (ottavi di finale, 15 giugno) (7 gol)
- Partita con il maggior scarto di gol: Unione Sovietica-Ungheria 6-0 (fase a gironi, 2 giugno, 6 gol di scarto)

## Premi
| [ 33 ]  | Miglior marcatore (Scarpa d'oro) | Miglior giocatore (Pallone d'oro) | Miglior giovane | Premio FIFA Fair Play |
| ------- | -------------------------------- | --------------------------------- | --------------- | --------------------- |
| Oro     | Gary Lineker (6)                 | Diego Armando Maradona            | Enzo Scifo      | Brasile               |
| Argento | Non assegnato                    | Harald Schumacher                 | Non assegnato   | Non assegnato         |
| Bronzo  | Non assegnato                    | Preben Elkjær                     | Non assegnato   | Non assegnato         |

### All-Star Team[34]
| Portiere         | Difensori                         | Centrocampisti                                                  | Attaccanti                                          |
| ---------------- | --------------------------------- | --------------------------------------------------------------- | --------------------------------------------------- |
| Jean-Marie Pfaff | Josimar Manuel Amoros Júlio César | Jan Ceulemans Jean Tigana Michel Platini Diego Armando Maradona | Preben Elkjær Larsen Emilio Butragueño Gary Lineker |

## Nella cultura di massa
Il Mondiale 1986 è al centro della trama del film Maradona l'eroe (1986) e del videogioco World Cup Carnival (1986): quest'ultimo titolo è il primo gioco ufficiale di un campionato del mondo.

### Videografia
- Federico Ferri e Federico Buffa, Storie Mondiali: Diegooooooooo! (1986), Sky Sport, 2014.